# Pedilochilus pusillus
Pedilochilus pusillus är en orkidéart som beskrevs av Rudolf Schlechter. Pedilochilus pusillus ingår i släktet Pedilochilus och familjen orkidéer. Inga underarter finns listade i Catalogue of Life.